# Ronney Mora
Ronny Stuar Mora Gutiérrez (Corredores, 6 de marzo de 1990)  es un futbolista costarricense que se desempeña como delantero y actualmente juega en el San Carlos F.C.

## Clubes
| Club                                      | País       | Año         |
| ----------------------------------------- | ---------- | ----------- |
| Asociación Deportiva Carmelita            | Costa Rica | 2013 - 2014 |
| Club Sport Herediano                      | Costa Rica | 2015-2016   |
| UCR Fútbol Club                           | Costa Rica | 2016        |
| Belén Fútbol Club                         | Costa Rica | 2017        |
| Club Sport Herediano                      | Costa Rica | 2017-2018   |
| Asociación Deportiva Carmelita            | Costa Rica | 2018        |
| UCR Fútbol Club                           | Costa Rica | 2019        |
| Deportivo Mixco                           | Guatemala  | 2019 - 2020 |
| Asociación Deportiva y Recreativa Jicaral | Costa Rica | 2020        |
| Marineros de Puntarenas                   | Costa Rica | 2021        |
| Municipal Liberia                         | Costa Rica | 2022        |
| San Carlos F.C.                           | Costa Rica | 2025 - act. |

## Palmarés
| Título           | Club                 | Año         |
| ---------------- | -------------------- | ----------- |
| Primera División | Club Sport Herediano | Verano 2015 |
| Primera División | Club Sport Herediano | Verano 2016 |